# Deutsche Schwimmmeisterschaften 1933
Die 48. Deutschen Meisterschaften im Schwimmen fanden im August 1933 in Weimar statt.
| Disziplin       | Männer          | Männer                          | Männer | Frauen         | Frauen              | Frauen |
| Disziplin       | Name            | Verein                          | Zeit   | Name           | Verein              | Zeit   |
| --------------- | --------------- | ------------------------------- | ------ | -------------- | ------------------- | ------ |
| 100 m Freistil  | Helmut Fischer  | Wesermünde                      |        | Gisela Arendt  | Nixe Charlottenburg |        |
| 200 m Freistil  | Raimund Deiters | Sparta Köln                     |        |                |                     |        |
| 400 m Freistil  | Raimund Deiters | Sparta Köln                     |        | Ruth Halbsguth | Nixe Charlottenburg |        |
| 1500 m Freistil | Raimund Deiters | Sparta Köln                     |        |                |                     |        |
| 200 m Brust     | Erwin Sietas    | Hamburger Schwimm-Club von 1879 |        | Claire Dreyer  | SC Düsseldorf 98    |        |
| 100 m Rücken    | Ernst Küppers   | SV Weser Bremen 1885            |        | Hanni Hölzner  | SV Annaberg 07      |        |